# Boek van de Aarde

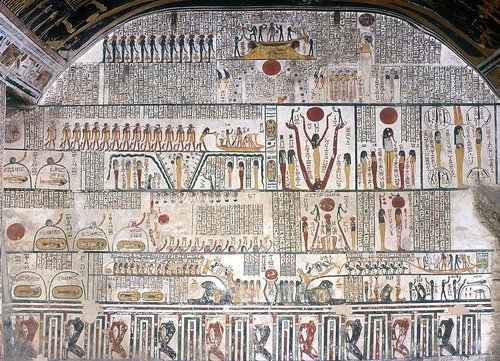
Gedeelte van Boek Aarde

Het Boek der Aarde is een tekst die in drie tombes is teruggevonden, namelijk die van Ramses V en Ramses VI (Graf DK 9), het graf van Ramses VII (Graf DK 1) en het graf van Ramses IX (Graf DK 6). Deze tekst bestond dus alleen in de 20e dynastie. De tekst staat op de muren van deze graven, maar ook op de sarcofagen.
Het boek vertelt over de reis van de zon, maar deze reis is verdeeld in vier delen.